# USS Clemson (DD-186)
Za druga plovila z istim imenom glejte USS Clemson.
USS Clemson (DD-186) je bil rušilec in vodilna ladja istoimenskega razreda rušilcev v sestavi Vojne mornarice Združenih držav Amerike.
Rušilec je bil poimenovan po Henryju A. Clemsonu (1820–1846).

## Zgodovina
USS Clemson (DD-186) je sodelovala na atlantskem in pacifiškem bojišču druge svetovne vojne. Sama je 13. decembra 1943 potopila nemško podmornico U-175, sodelovala pa je še pri potopitvi osmih drugih.